# Ґарба (танець)
Ґарба (гуджараті: ગરબા) — форма гуджаратського танцю, яка походить із штату Гуджарат, Індія. Назва походить від санскритського терміна Garbha. Багато традиційних одягів виконуються навколо лампи з центральним освітленням або зображення чи статуї індуїстської богині Дурґи. Традиційно його проводять під час дев’ятиденного індуїстського фестивалю Наваратрі (гуджараті: નવરાત્રી, де નવ означає 9, а રાત્રી означає ночі). Лампа (Глибина ґарба) або зображення богині Дурґи (також звана Амба) розміщується в середині концентричних кілець як об’єкт шанування.

## Етимологія
Слово ґарба походить від санскритського слова, що означає утробу, і означає вагітність або вагітність — життя. Традиційно танець виконується навколо глиняного ліхтаря зі світлом всередині, який називається Garbha Deep («світильник матки»). Цей ліхтар символізує життя, зокрема плід в утробі матері. Таким чином танцюристи вшановують Дургу, жіночу форму божества.
Ґарбу виконують по колу як символ індуїстського погляду на час. Кільця танцюристів обертаються циклами, так як час в індуїзмі циклічний. Оскільки цикл часу обертається, від народження, до життя, до смерті і знову до переродження, єдине, що є незмінним, це Богиня, цей єдиний непорушний символ посеред усього цього нескінченного та нескінченного руху. Танець символізує, що Бог, представлений у жіночій формі в цьому випадку, є єдиним, що залишається незмінним у всесвіті, що постійно змінюється (jagat).
Глибочина ґарбга має інше символічне тлумачення. Сама посудина є символом тіла, в якому перебуває Божество (у вигляді Богині). Ґарба танцюють навколо цього символу, щоб вшанувати той факт, що всі люди мають у собі божественну енергію Деві.

## Танець

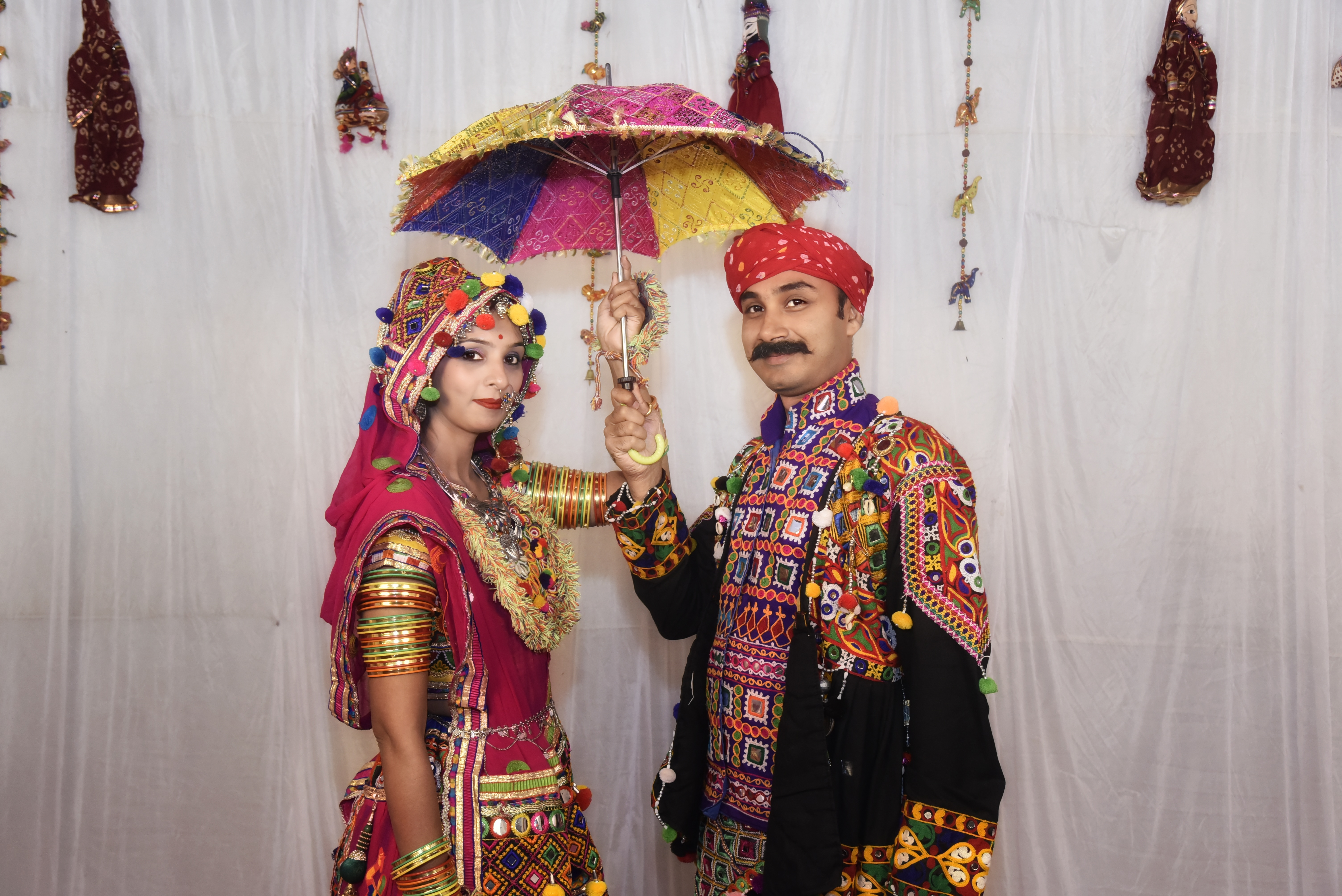
Одяг ґарба: традиційний чоловічий одяг — це кедію, а традиційний жіночий — чанія чолі.
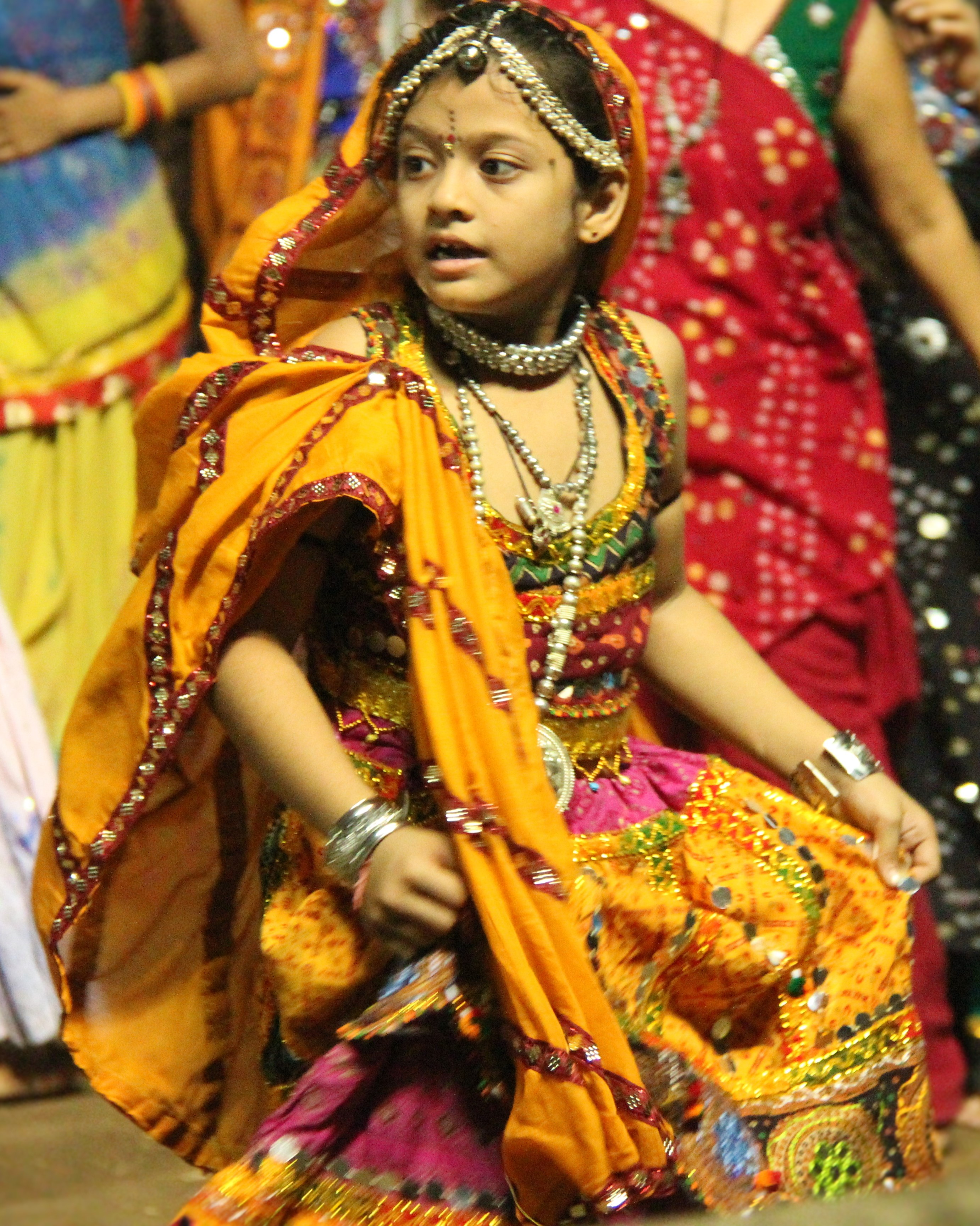
Маленька дівчинка, одягнена в Ґаґра Чолі.

Сучасна ґарба також відчуває сильний вплив Дандія Раас (гуджараті: ડાંડીયા રાસ), танцю, який традиційно виконують чоловіки. Злиття цих двох танців утворило танець високої енергії, який можна побачити сьогодні.
Як чоловіки, так і жінки зазвичай носять різнокольоровий одяг під час виконання ґарба та дендія. Дівчата та жінки носять чанія чолі, сукню з трьох частин із чолі, яка є вишитою та барвистою блузкою, у поєднанні з ханія, що є розкльошеною спідницею, зі складною роботою та дупата, яку зазвичай носять у традиційній гуджаратській манері. Чанійя Чолі прикрашають бісером, мушлями, дзеркалами, зірками, вишивкою, маті тощо. Традиційно жінки прикрашають себе джумками (великими сережками), намистом, бінді, баджубандг, чудас і канґан, камарбандґ, паял і моджірі. Хлопчики та чоловіки носять піжами кафні з ґгагрою — короткою круглою куртою — вище колін і пагаді на голові з бандгіні дупатта, када та моджірі. У гуджараті цей одяг, який носять чоловіки, називається «кедію». З роками інтерес до гарби тільки зростає. Серед молоді Індії і зокрема гуджаратської діаспори існує величезний інтерес до гарби. Традиційно цей танець виконується в концентричних колах, і вся група виконує один крок синхронно, починаючи повільно та повільно набираючи швидкість.
Ґарба та дандія раас також популярні в Сполучених Штатах, де понад 20 університетів щорічно проводять масштабні конкурси раас/ґарба з професійною хореографією. У канадському місті Торонто зараз проходить найбільша в Північній Америці щорічна зустріч за кількістю відвідувачів. ґарба також дуже популярна у Сполученому Королівстві, де є низка гуджаратських громад, які проводять власні вечори ґарба, і широко популярна серед гуджаратської громади в усьому світі.

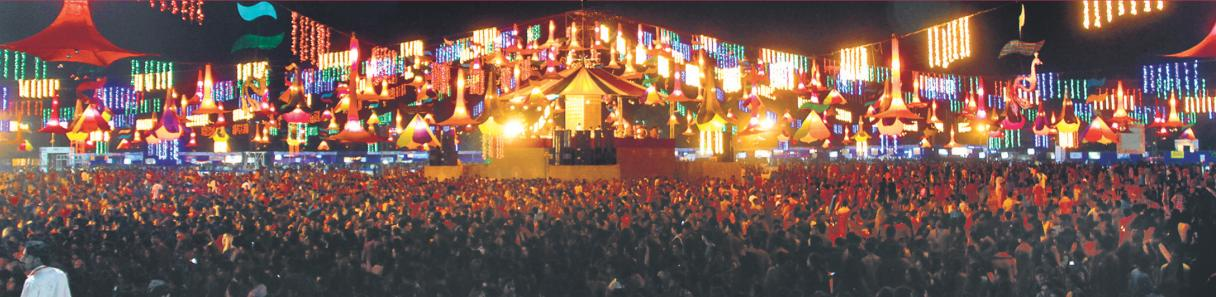
Жінки та чоловіки виконують гарбу під час святкування Навратрі у Вадодарі.

## Традиція
Ґарба — це гуджаратський народний танець, який відзначають у Наваратрі, свято триває дев'ять ночей. Пісні ґарба зазвичай обертаються навколо предметів дев'яти богинь. Стилі ґарба відрізняються від місця до місця в Гуджараті.
Традиційний одяг танцівниці ґарба — червоний, рожевий, жовтий, помаранчевий і яскраво забарвлений чанья, чолі або гхагра чолі; дупата з бандгані (тай-дай), абгла (великі дзеркала) або з товстими гуджаратськими кордонами. Вони також носять важкі прикраси, такі як 2-3 намиста, блискучі браслети, поясні пояси та довгі оксидовані сережки. Традиційно чоловіки носять етнічну кедію та піжаму або дготі з оксидованим браслетом і намистом. Зазвичай палички дендія дерев'яні.

## Визнання
У грудні 2023 року ЮНЕСКО відзначило ґарбу зразком нематеріальної культурної спадщини.